# Stará Ves (Vysoké nad Jizerou)
Stará Ves je vesnice, část města Vysoké nad Jizerou v okrese Semily. Nachází se jeden kilometr jihozápadně od Vysokého nad Jizerou.
Stará Ves leží v katastrálním území Stará Ves u Vysokého nad Jizerou o rozloze 3,33 km².

## Historie
První písemná zmínka o vesnici pochází z roku 1654.

## Další fotografie

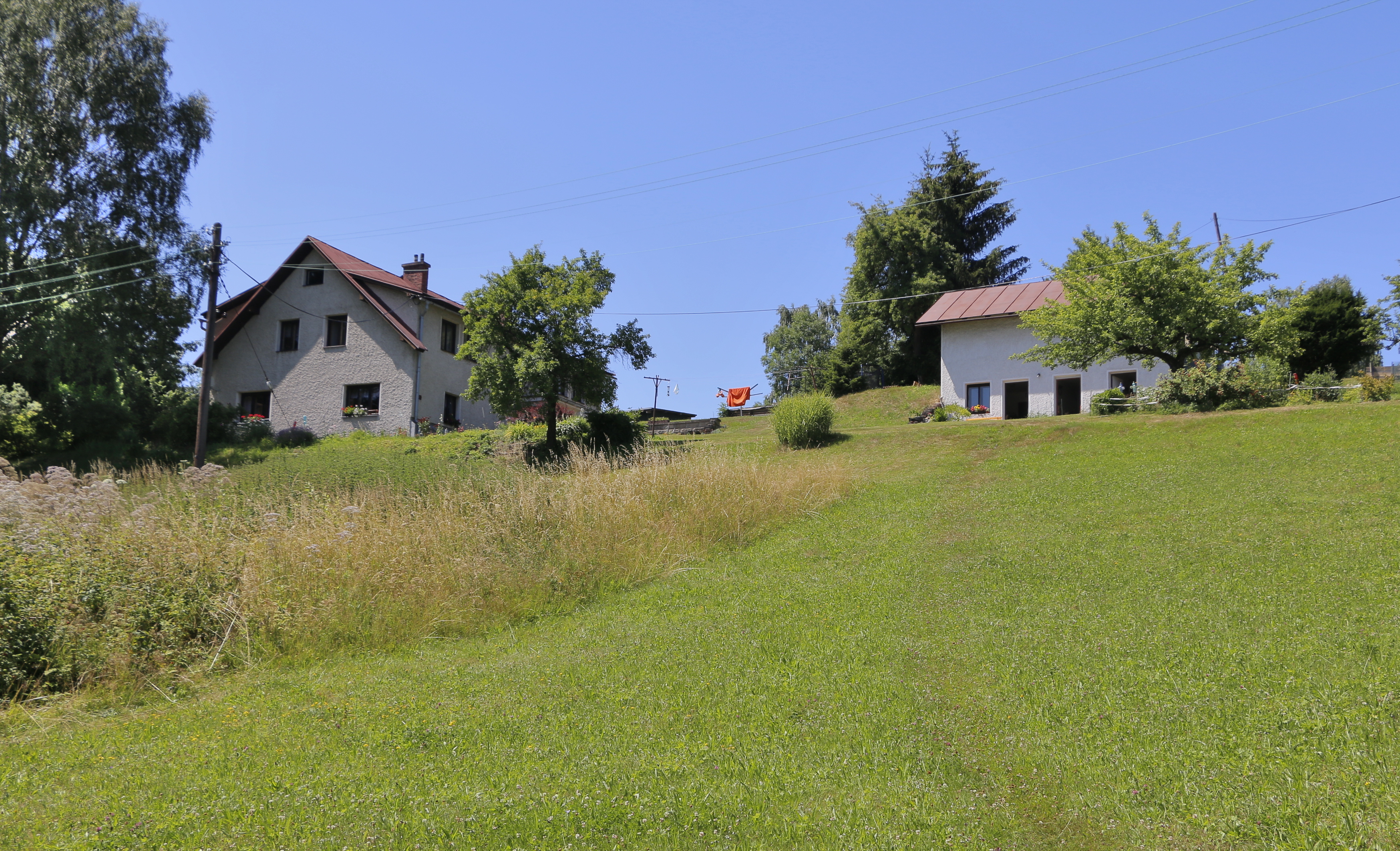
Roztroušené domky na severu
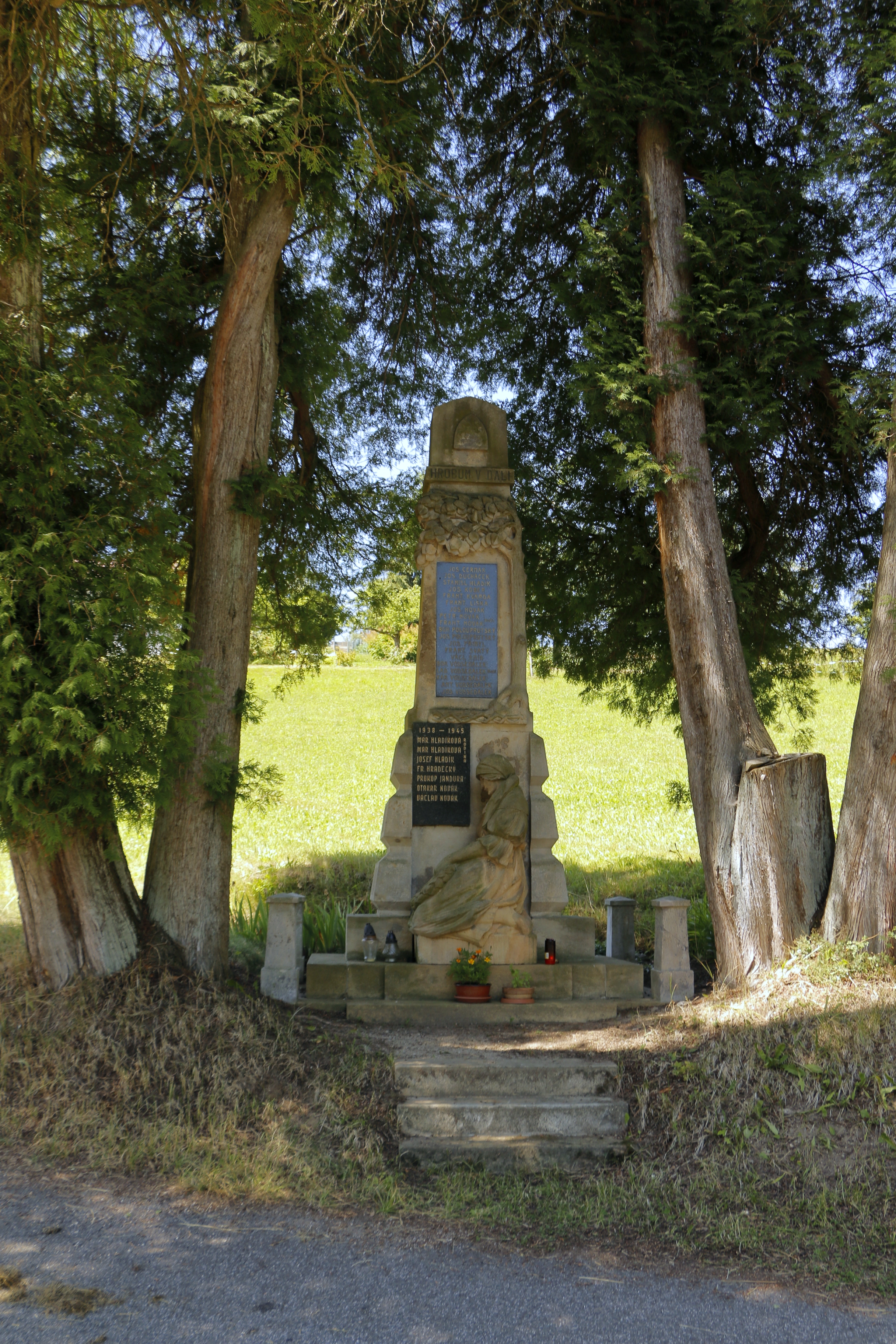
Památník I. světové války
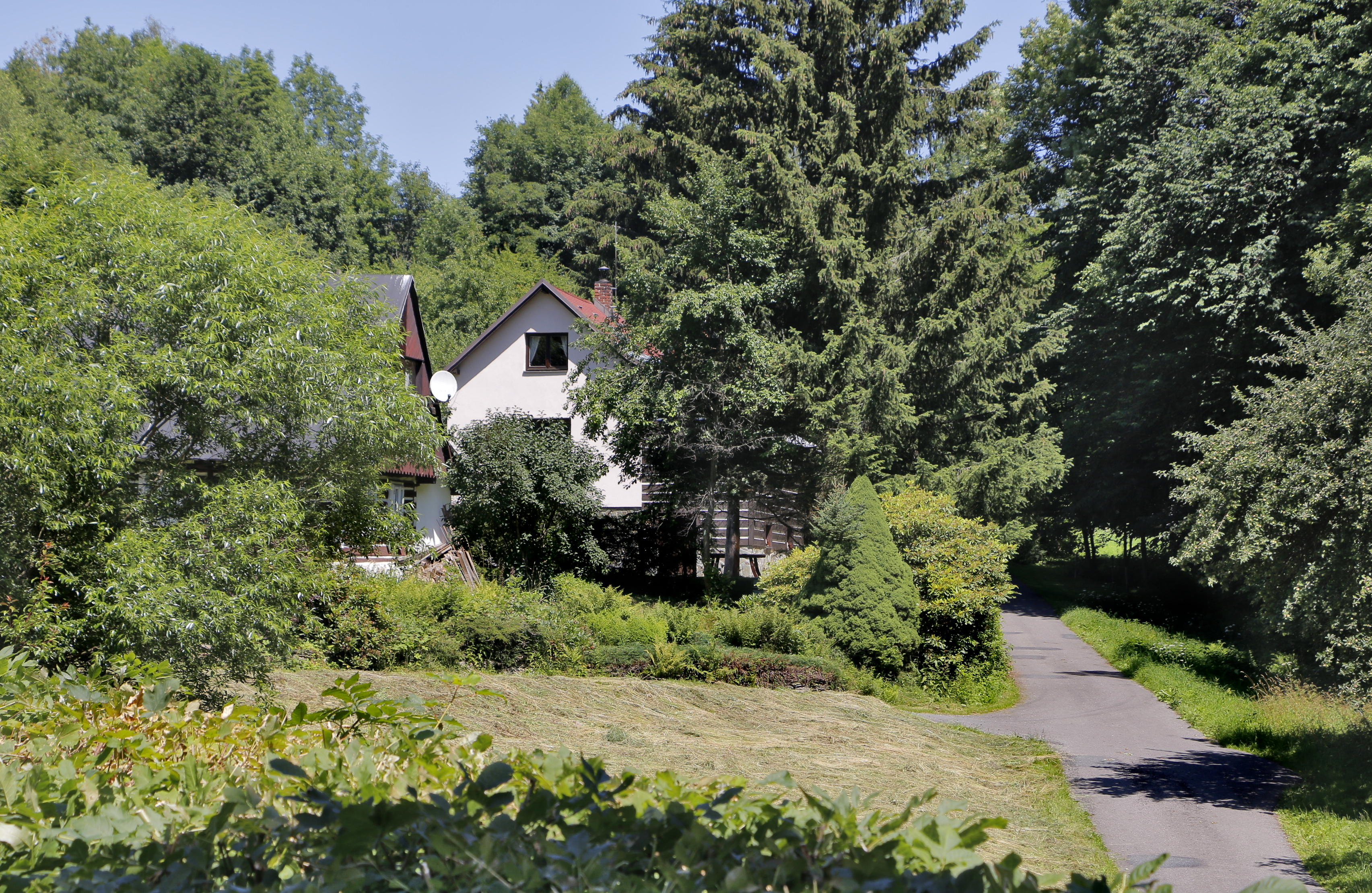
Dolní část vsi u potoka
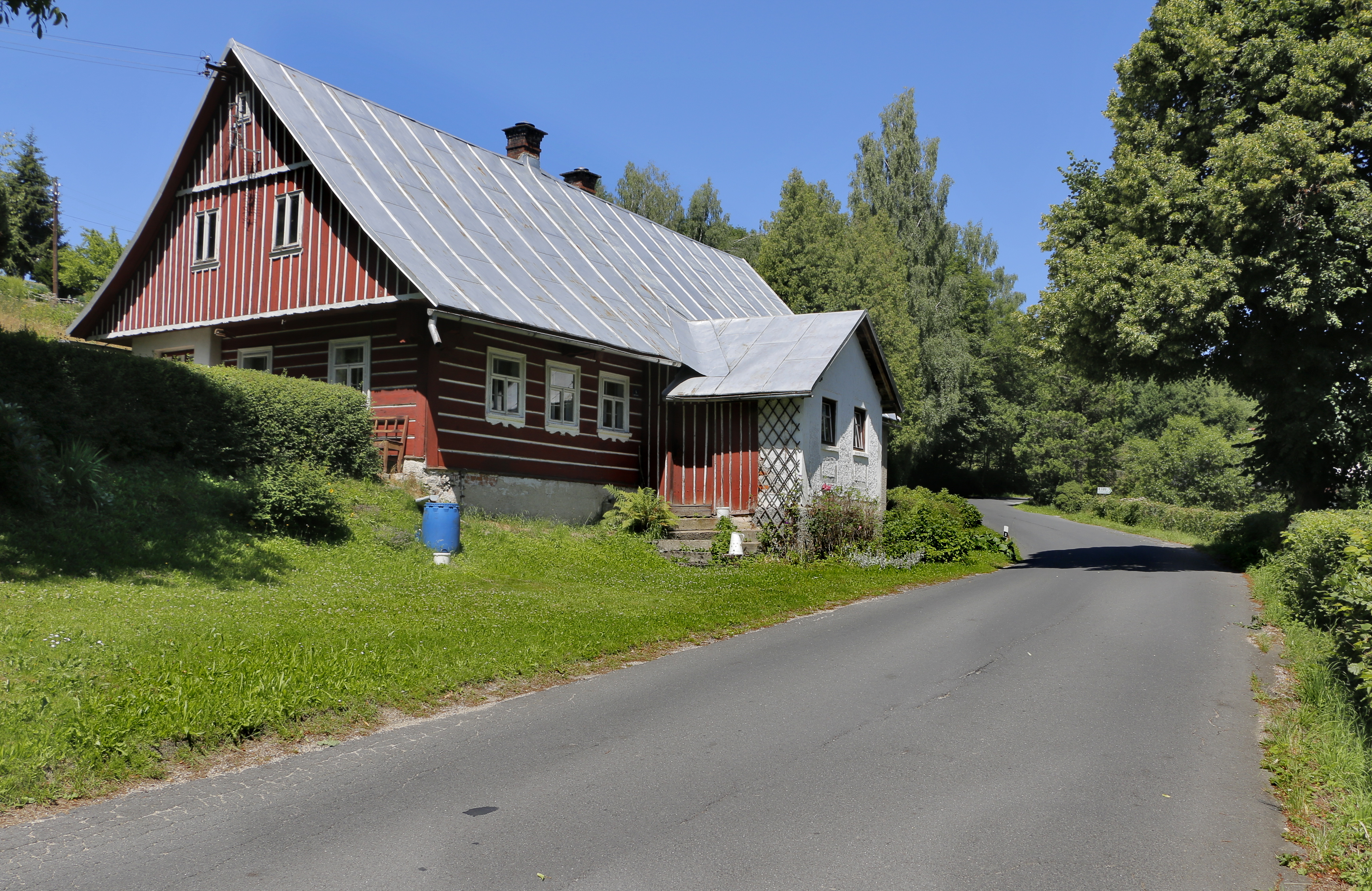
Chalupa čp. 14